# فرانک بوروندی
فرانک بوروندی (به انگلیسی: Burundian franc) (به زبان بومی: franc burundais) با کد ایزوی BIF، یکای پول رایج در کشور بروندی است. مسئولیت کنترل این یکای پول برعهدهٔ بانک جمهوری بروندی قرار دارد.